# The Chemical Brothers
A The Chemical Brothers egy többszörös Grammy-díj-nyertes angol elektronikus zenei duó, melyet Tom Rowlands és Ed Simons alapított. Eleinte „The Dust Brothers” volt a nevük, de miután kiderült, hogy már létezik egy amerikai zenekar ezen a néven, megváltoztatták 1995-ben, jogi lépések hatására. A The Prodigyval, Fatboy Slimmel, a The Crystal Methoddal és néhány kevésbé ismert csapattal együtt, ők voltak a big beat úttörői. Híresek a minőségi élő koncertjeikről.

## Történet

### The 237 Turbo Nutters
Az együttes pályafutása a Naked Under Leather nevű klubban, 1992-ben a "The 237 Turbo Nutters" név alatt indult. Főként hiphop, techno és house műfajt játszottak.

### The Dust Brothers
Még ez évben "The Dust Brothers" néven kezdtek önálló alkotásba. Első számukat, a Song To The Sirent a "Diamond Records" lemezen publikálták, októberben közel 500 darab fogyott belőle. 1993-ban készült el a Chemical Beats, mely a két évvel később megjelent Exit Planet Dust c. lemezükön is szerepel, egyben az általuk elindított új zeneirányzat-kezdet, a big beat úttörője is.

### The Chemical Brothers
1995 márciusában nemzetközi turnéba kezdtek, így Amerikába is kijutottak. Nagy port kavart, hogy már létezett egy amerikai "Dust Brothers" nevű együttes, mely jogi lépésekkel kényszerítette a brit "The Dust Brothers"-t a névváltoztatásra. A felmerült "The Grit Brothers" ("A Kőpor Testvérek", ezt Ed nagymamája javasolta) és a "The Chemical Brothers" közül végül az utóbbit választották az egyik daluk (The Chemical Beats – az Exit Planet Dustról) címe nyomán.

### Exit Planet Dust
1995 júliusában jelent meg első lemezük, mely rövidesen a brit eladási listák kilencedik helyére kúszott fel, következő év januárjára aranylemezzé vált, februárban a 90-es évek 39. legjobb albumává választotta a Select Magazine. Augusztusban az Oasis előzenekaraként 125 ezer ember vett részt a koncertjükön. 1997 márciusában közzétették a Block Rockin' Beatst, a következő albumuk egyik számát, mely néhány hét alatt az első helyre ért a brit toplistákon.

### Dig Your Own Hole
1997. április 7-én adták ki második albumukat (Dig Your Own Hole), melyet a hónap albumának választott a Mixmag. A lemez utolsó száma, a The Private Psychedelic Reel az év végére külön EP-n is megjelent. Érdekesség a The Setting Sun c. dal, amelyen Noel Gallagher énekel az Oasisból.

### Surrender
1999 júniusában megjelenő albumukon (Surrender) hallható az együttes legismertebb száma, a Hey Boy Hey Girl, továbbá a New Order énekesével közösen felvett Out Of Control.

### Come With Us
Újabb két évre rá érkezett egy újabb album (Come With Us), melyen ezúttal az instrumentális számok (pl. Star Guitar) kaptak hangsúlyt, több szám – az együttestől nem szokatlan módon – pedig más előadókkal való koprodukcióban készült (The Test, The State We Are In). Az albumra felkerült az előzőleg már nagy sikerrel játszott It Began In Afrika c. dal. A lemezből két EP is megjelent.

### Singles 93-03
Az együttes tizedik születésnapján az addig elkészült leghíresebb számaiból egy 2 CD-s válogatást adott ki "Singles 93-03" néven.

### Push The Button
2004-ben zenei irányváltás után került a boltokba az újabb lemez (Push The Button). A Believe c. dalon kívül  (amely a legmaradandóbbnak bizonyuló single az albumon) gyakorlatilag az összes, de különösen a hiphopszerű Galvanize c. nyitó dal, a korábbinál jóval több popelemet tartalmazott. A Surface To Air zárószám szintén a The Strokes popbanda The Modern Age c. számának a feldolgozása. A toplisták harmadik helyére küzdötte fel magát.

### We Are The Night
Hetedik lemezükön (We Are The Night) részben követték az új irányt, elsősorban a Do It Again és a The Salmon Dance illeszkedik a popzeneképbe. Az 1997-es albumuk The Private Psychedelic Reel ("A saját hallucinált képsorom") után ismét foglalkoznak az illegális tudatmódosítók kérdésével a "The Pills Won't Help You Now" ("A tabletták most nem segítenek") és az egyelőre csak koncerteken játszott Acid Children ("Drogos kölykök") számaikban.

### Brotherhood
2008. szeptember 1-jén jelent meg az együttes 15 éves múltjára visszatekintő válogatáslemez, melyen két új szám, a "Keep My Composure" és a "Midnight Madness" is szerepel, utóbbi szabadon letölthető az együttes honlapjáról. Bónuszként a korábban külön-külön kiadott Electronic Battle Weapon fantázianevű kísérleti hanganyagokat, félkész számaikat is összegyűjtötték a dupla lemez másik oldalára.

### Further és a filmes projektek
2010-ben az együttes nyolcadik, speciális DVD kiadású albumával jelentkezett, melyen a zeneszámokhoz kíséretként saját kisfilmeket forgatott – többek közt ezen vizualizációkat vetítik le az élő koncertek alatt is. Ugyanebben az évben a Chemical Brothers filmzeneírásba is kezdett: az Oscar-díjas Fekete hattyú zenéjét Clint Mansell-lel együttműködésben írták. A 2011-ben debütált Hanna zenei anyagának elkészítésében is aktív szerepet vállaltak.

## Élő

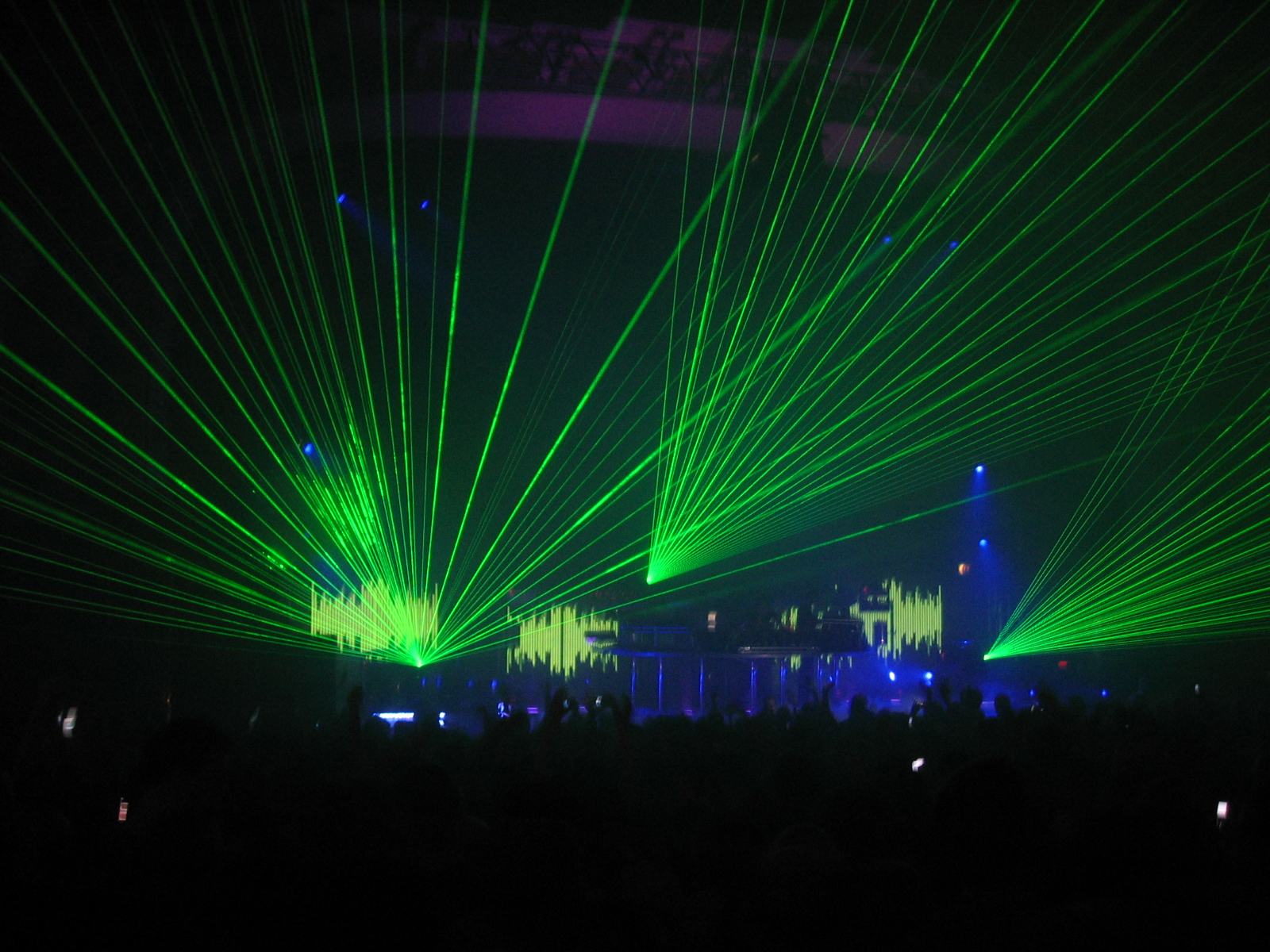
Füst, lézer, vetítés.

### Látványelemek
A Chemical Brothers híres a koncertjein használt hatalmas elektronikus látványelem-arzenálról. Fellépésük alatt a zenét hatalmas kivetítőkre vetített pszichedelikus képsorokkal, stroboszkópokkal, lézerfényekkel kísérik. Számos találgatás terjeng, miszerint a műsorszámokat előre rögzítik, de az előadók határozottan állítják, hogy bár a hatalmas technika miatt a számok listáját kénytelenek előre egyeztetni, a zenét és a képsorokat élőben keverik. Ezt a rajongók is megerősítik, utalva a koncertek közti hanganyagok jelentős változatosságára, illetve néha előforduló kép-hang közti szinkronhibákra.

### Hazai fellépések
A Chemical Brothers öt alkalommal járt Magyarországon, 2004. június 19-én a mogyoródi Gluglu Fesztiválon, 2007. augusztus 9-én és 2011. augusztus 11-én majd 2016. augusztus 10-én a budapesti Sziget Fesztiválon, illetve 2010. július 9-én a Zamárdiban évente megrendezett Balaton Soundon.

## Lemezek
Stúdióalbumok
1. Exit Planet Dust (1995)
2. Dig Your Own Hole (1997)
3. Surrender (1999)
4. Come with Us (2002)
5. Push the Button (2005)
6. We Are the Night (2007)
7. Further (2010)
8. Born in the Echoes (2015)
9. No Geography (2019)

OST-ek
- Hanna (soundtrack) (2011)

Élő albumok
- Don't Think (2012)

Fontosabb válogatáslemezek
- Brothers Gonna Work It Out (1998)
- Singles 93-03 (2003)
- Brotherhood (2008)

## Külső hivatkozások
- UDiscoverMusic The Ch. B.s in 20 Songs. Link beill. / utolsó hozzáférés: 2018-01-09.
- David Greeves ( Sound-on-Sound ): Matt Cox: Midi Tech for the Chemical Brothers